# País bajo de Carolina del Sur

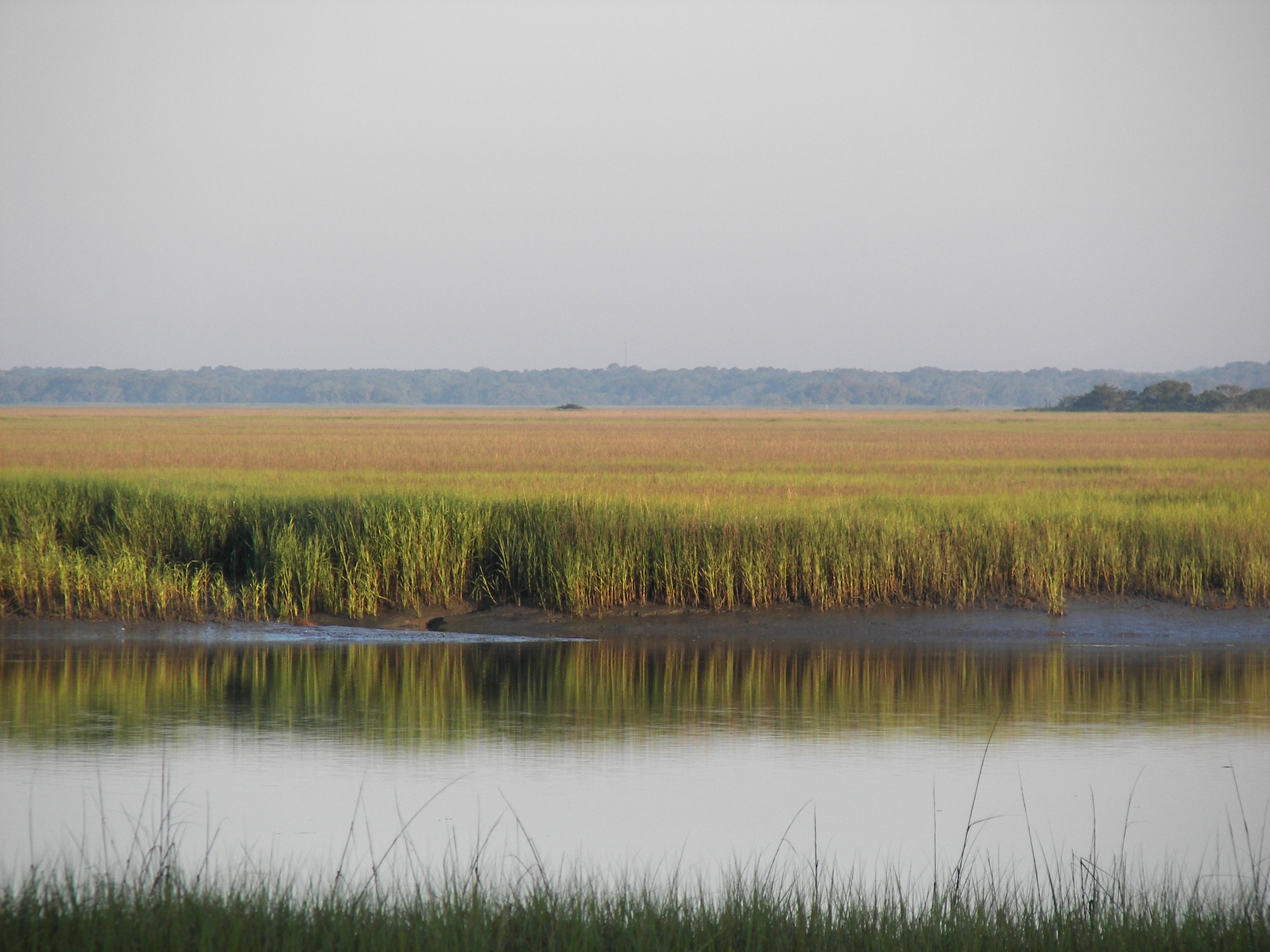
Vista del Hunting Island State Park cerca de Beaufort, Carolina del Sur

Lo que comúnmente es llamado país bajo o bien bajío surcarolino (en inglés: Lowcountry) es una región geográfica y sociocultural de Estados Unidos localizada a lo largo de la costa de Carolina del Sur, la cual incluye las Sea Islands.
Mientras fue conocida anteriormente por sus riquezas agrícolas, actualmente lo es por sus ciudades y comunidades históricas, su belleza natural y su herencia cultural única — misma que atrae a millones de visitantes y nuevos residentes.

## Definición de su extensión

Los condados en rojo oscuro son los que siempre se incluyen en la definición. Los de colores más suaves se incluyen a veces (rojo claro) o raramente (rojo más claro).

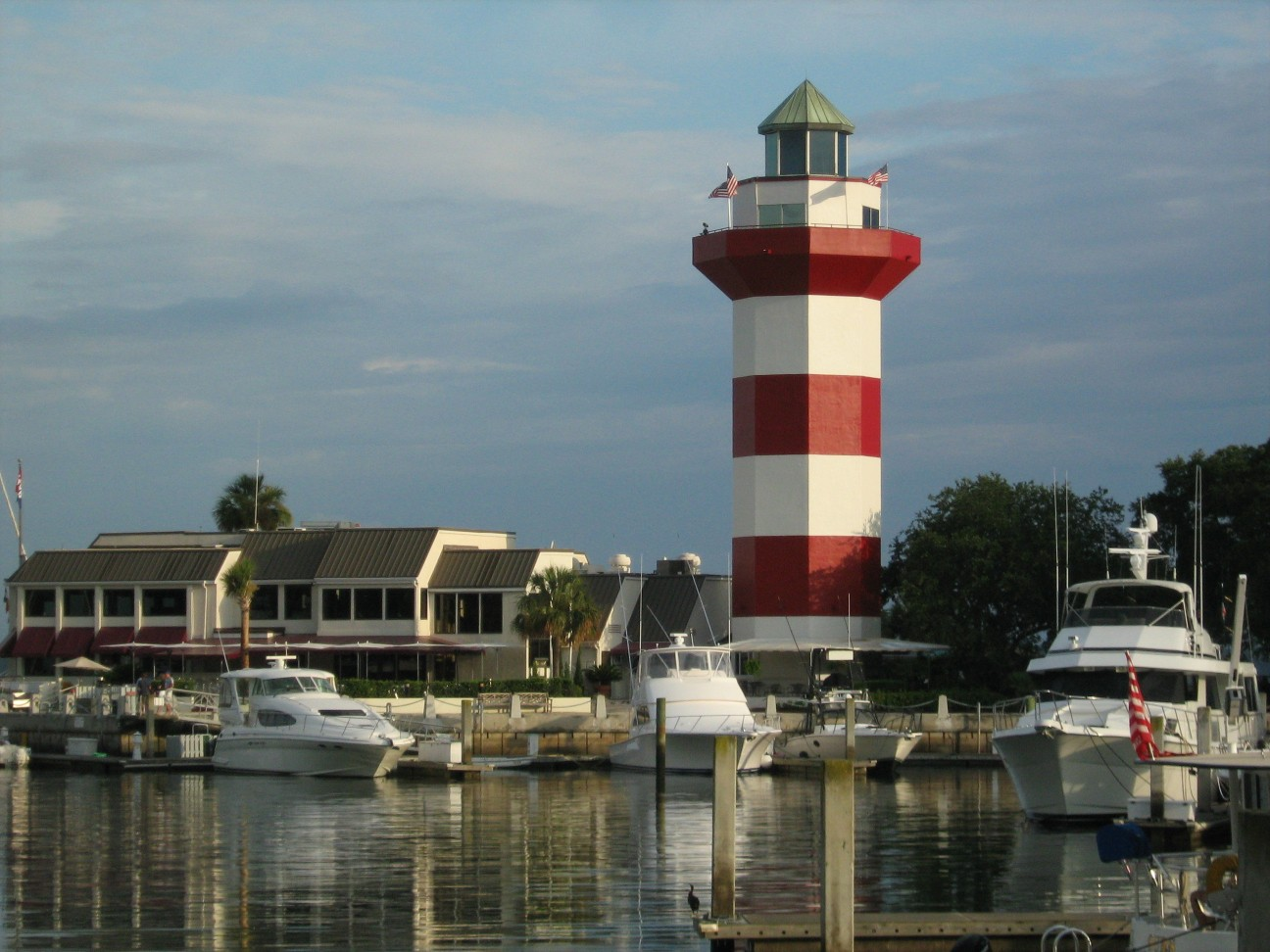
Hilton Head Island es uno de los destinos turísticos más populares de Estados Unidos

La región se suele pensar bajo un identificativo geográfico y social; mientras hay un consenso en cuanto a su cultura, existen diferencias considerables en las opiniones respecto a su contexto geográfico. De acuerdo a varios historiadores, se extiende desde los Sandhills (las Colinas Arenosas) de Carolina del Sur, justo desde el este de Columbia, hasta la mera costa. Esta área está a nivel del mar, de ahí el término «país bajo» o bajío.
Otras definiciones incluyen algunas otras áreas.

### Siempre se incluye
Los condados más comúnmente aceptados del País bajo son Beaufort, Colleton, Hampton y Jasper. Quienes apoyan esta definición apuntan al "Lowcountry Council of Governments" (entidad regional que gestiona el transporte regional). Además, el "South Carolina Department of Parks, Recreation, and Tourism" identifica el área turística "Lowcountry and Resort Islands" con los cuatro condados anteriores.

### Generalmente se incluye
Una definición geográfica mayor incluye los condados de Berkeley, Charleston y Dorchester, a los que se hace referencia como Área metropolitana de Charleston-North Charleston-Summerville.
Las críticas a esta definición de gran escala apuntan a que el área metropolitana Charleston-North Charleston-Summerville, utilizada frecuentemente por los habitantes de la ciudad de Charleston, ha tomado prestado el Lowcountry moniker en un intento de dar nombre a su región en el estado. Quienes lo apoyan sugieren que muchas de las características geográficas encontradas en la extensión menor son una constante a lo largo de los tres condados metropolitanos.

### En algunos casos se incluye
De una forma más amplia, el término hace referencia a áreas periféricas adyacentes. Esto incluye a los condados de Allendale, Georgetown y Williamsburg. A lo largo de la costa el condado de Horry, con su Myrtle Beach y Conway, puede llegar a incluirse en la definición, aunque raramente, al tener región propia (The Grand Stand) o cercana geográficamente (región Pee Dee) en el mismo estado.